# Xenolpium
Genre
Synonymes
- Antiolpium Beier, 1962

Xenolpium est un genre de pseudoscorpions de la famille des Olpiidae.

## Distribution
Les espèces de ce genre se rencontrent en Australie, en Nouvelle-Zélande, en Inde, aux Seychelles et à Madagascar.

## Liste des espèces
Selon Pseudoscorpions of the World (version 3.0) :
- Xenolpium insulare Beier, 1940
- Xenolpium longiventer (L. Koch & Keyserling, 1885)
- Xenolpium madagascariense (Beier, 1931)
- Xenolpium pacificum (With, 1907)

## Publication originale
- Chamberlin, 1930 : A synoptic classification of the false scorpions or chela-spinners, with a report on a cosmopolitan collection of the same. Part II. The Diplosphyronida (Arachnida-Chelonethida). Annals and Magazine of Natural History, sér. 10, vol. 5, p. 1-48 & 585-620.